# Indigo (entreprise)
Pour les articles homonymes, voir Indigo (homonymie).
Indigo Infra (anciennement Vinci Park) est une entreprise française proposant des services de stationnement de véhicules en voirie ou dans des parkings spécialisés. Elle opère pour des acteurs privés (aéroports, centres commerciaux, etc.) et publics.

## Activité
Indigo travaille auprès de différents acteurs publics et privés tel que : les villes et collectivités, les hôpitaux, les salles événementielles - lieux culturels - lieux touristiques et de loisirs, les centres commerciaux, les aéroports, les universités, l'hôtellerie, les bureaux et résidentiels.  
La compétence du groupe est variée et comprend : l'exploitation et gestion de parking, la conception en ouvrage, le financement, la mise à disposition et gestion des installations, la gestion du stationnement en voirie sous le nom de Streeteo,, la mise à disposition de services du quotidien et services à la mobilité (bornes de recharge électrique…), le parking partagé / costationnement, le service de voiturier, la téléopération à distance des parcs de stationnement.
Le groupe met en place des services numériques et des infrastructures pour connecter ses parkings comme le paiement par mobile, la pré-réservation de places de parking, la reconnaissance automatique de plaque minéralogique, le service de télé-opération à distance, le jalonnement dynamique de signalétique et le guidage à la place. Indigo propose aussi des services de mobilité partagée comme Indigo weel, un service de vélos partagés.

## Historique
Né de la fusion de Sogeparc et de Parcs GTM, Vinci Park a été créé en 2001. À la suite de l’ouverture du capital de l’entreprise en 2014, Vinci Park devient Indigo en novembre 2015.   

### De Vinci Park à Indigo
Le 5 novembre 2015, Vinci Park devient Indigo,,. Cette nouvelle entité est détenue par Ardian (37 %), Crédit Agricole Assurances (37 %), Vinci (25 %) et les salariés (1 %),. En juin de l'année suivante, Vinci cède à Ardian et Crédit Agricole Assurance (Predica) la part qu'il détenait encore dans la société Indigo. Depuis, la société est désormais contrôlée par Vauban Infrastructure Partner (33,17 %), Crédit Agricole Assurance (47,52 %), MEAG (14,36 %), et Infra Foch Topco (0,50 %), le solde étant détenu par le management. 
Ce changement de nom marque aussi un changement de stratégie où les parkings ne sont plus la seule activité de l'entreprise ; Indigo, qui dispose en France de la moitié du marché du stationnement, s'oriente également vers la mobilité. Les investissements et acquisitions représentent plusieurs dizaines de millions d'euros dans les services associés au stationnement dont certains s'éloignant du cœur de métier. En parallèle, des offres complémentaires de services sont proposées au sein des parkings. La France tenant le rôle de laboratoire d'essai pour l'Europe, diverses expériences sont réalisées telles l'implantation d'un Auchan Drive ou des lieux de cotravail. En surface, depuis que le stationnement dans les rues peut être privatisé, Indigo remporte des marchés publics pour gérer le stationnement urbain, se rémunérant sur les tickets d'horodateurs. Les prises de participations ou rachats s'enchaînent : Indigo achète la start-up estonienne Now ! Innovation et met ainsi la main sur OPnGO, une application, ouverte aux concurrents, qui permet de réserver une place de stationnement et payer directement dans l'application. L'entreprise prend une participation dans la start-up israélienne Polly qui développe une solution de calcul d'itinéraire mais aussi dans Wattmobile, un service de partage de véhicules à deux ou quatre roues en partenariat avec la SNCF.
Le marché européen du stationnement se consolide et l'entreprise, intéressante principalement par les infrastructures dont elle dispose, est à vendre ; de plus, les deux principaux actionnaires ayant déjà largement investi, Indigo a besoin d'un nouvel apport financier pour continuer à se développer. En 2017, le groupe chinois Shougang dépose une offre d'achat pour quatre milliards d'euros.
Face à une baisse de son chiffre de 20 % en 2020 en raison notamment de la pandémie de Covid-19, la société décide de varier ses implantations et de répartir ses risques, en signant en 2021 de nouveaux contrats d'exploitation dans huit pays différents, dont la Suisse, la Belgique ou encore les États-Unis.

### Indigo Weel
Vers fin 2015, Indigo souhaite s'associer à JCDecaux afin de concourir pour le renouvellement du contrat des Vélib' à Paris. Mais Decaux décline l'offre. En s'associant à Smoove, l'entreprise décide donc de créer un consortium, Smoovengo, et prend plus d'un tiers des parts.

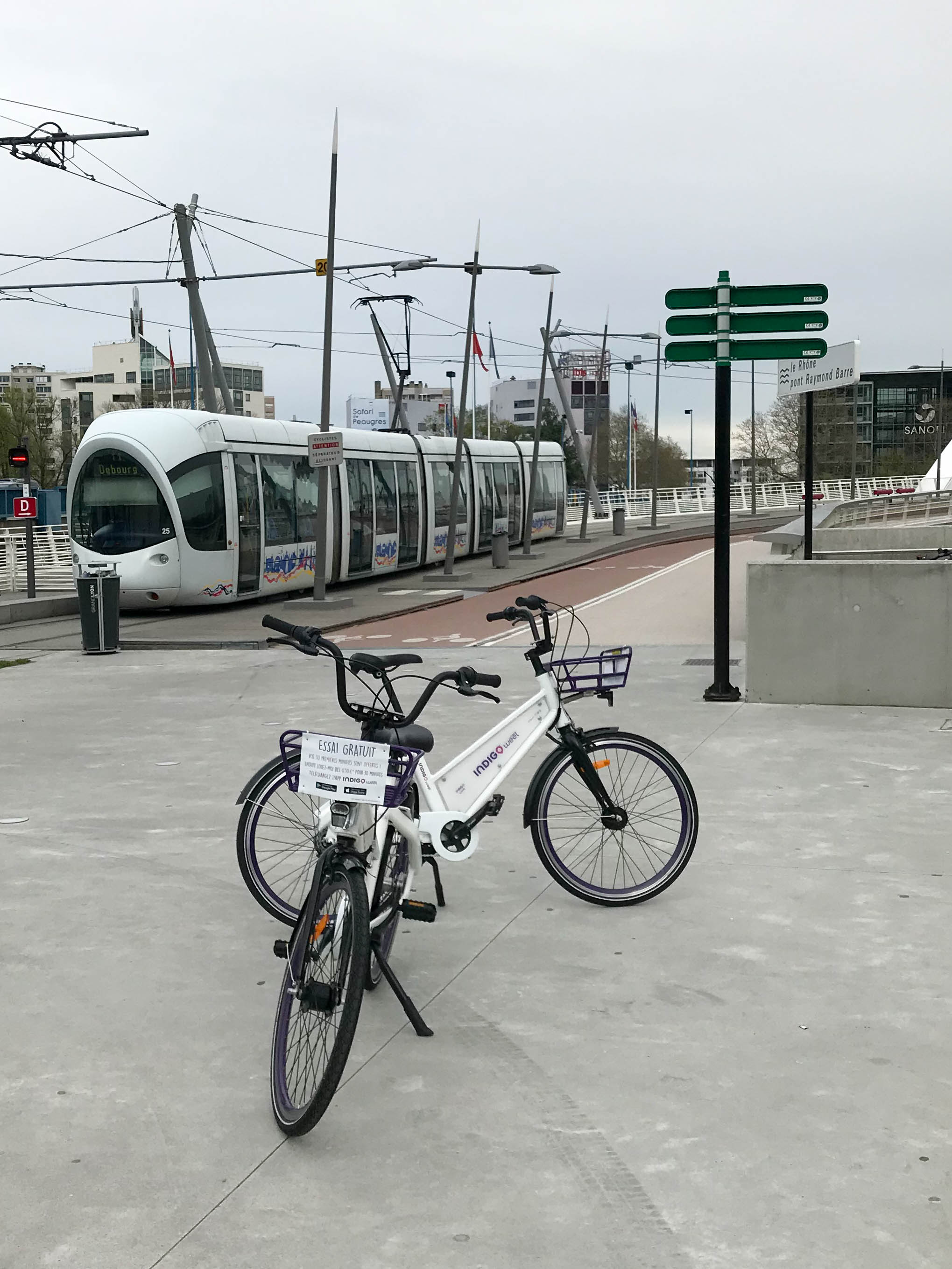
Des vélos sans station Indigo Weel à Lyon

Fin 2017, Indigo Weel lance un service de vélos sans station à Metz. Cette formule est rapidement dupliquée à Tours, à Bordeaux puis à Lyon et Toulouse en 2018[réf. nécessaire].
Aujourd'hui le service a fermé dans certaines de ces villes.

## Implantations d’Indigo
Indigo est implantée en Europe, en Amérique et au Moyen-Orient,,,,.

## Controverse

### Inspections fictives de Streeteo
En 2018, l'entreprise Streeteo, filiale à 100 % d'Indigo, chargée depuis janvier de distribuer à Paris les forfaits de post-stationnement, procède pendant plusieurs semaines « à des inspections fictives dans une partie des rues qu'elle est censée contrôler ». Des salariés de l'entreprise décrivent une fraude de grande ampleur, qui porterait « sur près de la moitié des 50 000 contrôles quotidiens exigés dans les clauses du marché » remporté par Streeteo. La ville de Paris inflige alors à l'entreprise une pénalité de 60 000 euros.
Des verbalisations effectuées à Boulogne-Billancourt par des agents Streeteo de Paris amènent le maire de la commune à saisir la justice en septembre 2018.
Plusieurs difficultés sont relevées, en 2018, dans un certain nombre de communes françaises.

### Source
- Alice Mérieux, « Indigo passe à la caisse pour changer de niveau », Challenges, no 526,‎ 15 juin 2017, p. 64 à 65 (ISSN 0751-4417)